# Artur Nielsen
Artur Georg Nielsen (13. juni 1895 i Næstved – 15. september 1988 i Tårnby) var en dansk atlet som var medlem af AIK 95 i København. Han deltog i OL 1920 på 5000 meter og terrænløbet. Han vandt to danske mesterskaber.

## Danske mesterskaber
- Guld 1921  8km cross  33,19
- Guld 1920  1500 meter  4,11,0
- Sølv 1919  1500 meter  4,15,3